# Hana Návratová
Hana Návratová (* 13. června 1944) byla česká a československá politička Komunistické strany Československa a poslankyně Sněmovny národů Federálního shromáždění za normalizace.

## Biografie
K roku 1986 se profesně uvádí jako ředitelka školy. Ve volbách roku 1986 zasedla za KSČ do české části Sněmovny národů (volební obvod č. 6 - Praha 6, hlavní město Praha). Ve Federálním shromáždění setrvala do ledna 1990, kdy její poslanecký mandát zanikl v rámci procesu kooptací do Federálního shromáždění po sametové revoluci.